# Krzysztof Kotorowicz
Krzysztof Kotorowicz (ur. 31 stycznia 1981) – polski brydżysta, World International Master (WBF), European Master w kategorii juniorów (EBL), Arcymistrz Międzynarodowy (PZBS), instruktor sportu, zawodnik Asko-Tech Szczecin.

## Wyniki brydżowe

### Zawody krajowe
W rozgrywkach krajowych zdobywał następujące lokaty:
| Drużynowe mistrzostwa Polski | Drużynowe mistrzostwa Polski | Drużynowe mistrzostwa Polski |
| Sezon                        | Drużyna                      | Pozycja                      |
| ---------------------------- | ---------------------------- | ---------------------------- |
| 2010/11                      | Auguri Warszawa              | 1                            |
| 2010                         | Auguri Warszawa              | 1                            |
| 2007                         | Spójnia Warszawa             | 3                            |

| Mistrzostwa Polski Par | Mistrzostwa Polski Par | Mistrzostwa Polski Par | Mistrzostwa Polski Par |
| Rok                    | Kategoria              | Partner                | Pozycja                |
| ---------------------- | ---------------------- | ---------------------- | ---------------------- |
| 2004                   | Juniorzy               | Grzegorz Konopko       | 1                      |

| Mistrzostwa Polski Teamów | Mistrzostwa Polski Teamów | Mistrzostwa Polski Teamów | Mistrzostwa Polski Teamów |
| Rok                       | Typ                       | Kategoria                 | Pozycja                   |
| ------------------------- | ------------------------- | ------------------------- | ------------------------- |
| 2007                      | IMP                       | Open                      | 1                         |

### Olimpiady
W Olimpiadach w zawodach uzyskał następujące rezultaty:
| Olimpiady brydżowe. Zawody teamów | Olimpiady brydżowe. Zawody teamów | Olimpiady brydżowe. Zawody teamów    | Olimpiady brydżowe. Zawody teamów | Olimpiady brydżowe. Zawody teamów | Olimpiady brydżowe. Zawody teamów |
| Rok                               | Miejsce                           | Zawody                               | Kategoria                         | Drużyna                           | Pozycja                           |
| --------------------------------- | --------------------------------- | ------------------------------------ | --------------------------------- | --------------------------------- | --------------------------------- |
| 2008                              | Pekin                             | 1 Światowe Zawody Sportów Umysłowych | Juniorzy                          | Poland                            | 2                                 |

W światowych zawodach zdobył następujące lokaty:
| Mistrzostwa Świata. Konkurencja teamów | Mistrzostwa Świata. Konkurencja teamów | Mistrzostwa Świata. Konkurencja teamów     | Mistrzostwa Świata. Konkurencja teamów | Mistrzostwa Świata. Konkurencja teamów | Mistrzostwa Świata. Konkurencja teamów |
| Rok                                    | Miejsce                                | Zawody                                     | Kategoria                              | Drużyna                                | Pozycja                                |
| -------------------------------------- | -------------------------------------- | ------------------------------------------ | -------------------------------------- | -------------------------------------- | -------------------------------------- |
| 2010                                   | Filadelfia                             | 13 Seria Mistrzostw Świata                 | Open                                   | Zambonini                              | 33                                     |
| 2009                                   | São Paulo                              | 39 Mistrzostwa Świata Teamów               | Trans                                  | Apreo Logistic Poland                  | 2                                      |
| 2008                                   | Łódź                                   | 4 Puchar Świata Teamów Akademickich        | Open                                   | Poland A                               | 2                                      |
| 2006                                   | Tiencin                                | 3 Puchar Świata Teamów Akademickich        | Open                                   | Poland A                               | 6                                      |
| 2006                                   | Bangkok                                | 11 Młodzieżowe Mistrzostwa Świata Teamów   | Juniorzy                               | Poland                                 | 4                                      |
| 2006                                   | Werona                                 | 12 Mistrzostwa Świata                      | Open                                   | Schneider                              | 83                                     |
| 2005                                   | Sydney                                 | 10 Młodzieżowe Mistrzostwa Świata Teamów   | Juniorzy                               | Poland                                 | 2                                      |
| 2004                                   | Stambuł                                | 2 Puchar Świata Teamów Akademickich        | Open                                   | Poland                                 | 1                                      |
| 2003                                   | Paryż                                  | 9 Młodzieżowe Mistrzostwa Świata Teamów    | Juniorzy                               | Poland                                 | 4                                      |
| 2002                                   | Brugia                                 | 1(B). Akademickie Mistrzostwa Świata Temów | Open                                   | Poland                                 | 4                                      |

| Mistrzostwa Świata. Konkurencja par | Mistrzostwa Świata. Konkurencja par | Mistrzostwa Świata. Konkurencja par  | Mistrzostwa Świata. Konkurencja par | Mistrzostwa Świata. Konkurencja par | Mistrzostwa Świata. Konkurencja par |
| Rok                                 | Miejsce                             | Zawody                               | Kategoria                           | Partner                             | Pozycja                             |
| ----------------------------------- | ----------------------------------- | ------------------------------------ | ----------------------------------- | ----------------------------------- | ----------------------------------- |
| 2010                                | Filadelfia                          | 13 Mistrzostwa Świata                | Open IMP                            | Waldemar Frukacz                    | 8                                   |
| 2010                                | Filadelfia                          | 13 Mistrzostwa Świata                | Open                                | Waldemar Frukacz                    | 95                                  |
| 2006                                | Pieszczany                          | 6 Młodzieżowe Mistrzostwa Świata Par | Juniorzy                            | Jacek Kalita                        | 2                                   |
| 2003                                | Tata                                | 5 Młodzieżowe Mistrzostwa Świata Par | Juniorzy                            | Jakub Kotorowicz                    | 6                                   |
| 2001                                | Stargard                            | 4 Mistrzostwa Świata Par Juniorów    | Juniorzy                            | Jakub Kotorowicz                    | 17                                  |
| 1999                                | Nymburk                             | 3 Mistrzostwa Świata Par Juniorów    | Juniorzy                            | Jakub Kotorowicz                    | 29                                  |

### Zawody europejskie
W europejskich zawodach zdobył następujące lokaty:
| Zawody europejskie. Konkurencja teamów | Zawody europejskie. Konkurencja teamów | Zawody europejskie. Konkurencja teamów   | Zawody europejskie. Konkurencja teamów | Zawody europejskie. Konkurencja teamów | Zawody europejskie. Konkurencja teamów |
| Rok                                    | Miejsce                                | Zawody                                   | Kategoria                              | Drużyna                                | Pozycja                                |
| -------------------------------------- | -------------------------------------- | ---------------------------------------- | -------------------------------------- | -------------------------------------- | -------------------------------------- |
| 2010                                   | Izmir                                  | 9 Puchar Europy Teamów                   | Open                                   | Auguri Pol                             | 6                                      |
| 2010                                   | Ostenda                                | 50 Mistrzostwa Europy Teamów             | Open                                   | Poland                                 | 2                                      |
| 2005                                   | Riccione                               | 20 Młodzieżowe Mistrzostwa Europy Teamów | Juniorzy                               | Poland                                 | 1                                      |
| 2004                                   | Praga                                  | 19 Młodzieżowe Mistrzostwa Europy Teamów | Juniorzy                               | Poland                                 | 1                                      |
| 2002                                   | Torquay                                | 18 Młodzieżowe Mistrzostwa Europy Teamów | Juniorzy                               | Poland                                 | 5                                      |
| 2000                                   | Antalya                                | 17 Młodzieżowe Mistrzostwa Europy Teamów | Młodzież Szkolna                       | Poland                                 | 1                                      |

## Klasyfikacja
- Krzysztof Kotorowicz – klasyfikacja PZBS
- Krzysztof Kotorowicz – klasyfikacja EBL (ang.)
- Krzysztof Kotorowicz – klasyfikacja WBF (ang.)